# Psectrotanypus aclines
Psectrotanypus aclines är en tvåvingeart som beskrevs av James E. Sublette 1964. Psectrotanypus aclines ingår i släktet Psectrotanypus och familjen fjädermyggor. Inga underarter finns listade i Catalogue of Life.